# دينارا قيماتوفا
دينارا قيماتوفا (بالأذرية: Dinarə Gimatova) هي متسابقة جمباز فني أذربيجانية ولدت في يوم 18 نوفمبر 1986م في مدينة أستراخان في جمهورية روسيا الاتحادية الاشتراكية السوفيتية. أبرز انجازاتها هو فوزها بالميدالية البرونزية في بطولة العالم 2007 للفرق، وفازت بميدالية برونزية أخرى بنفس السنة في بطولة أوروبا.